# 查拉瓜

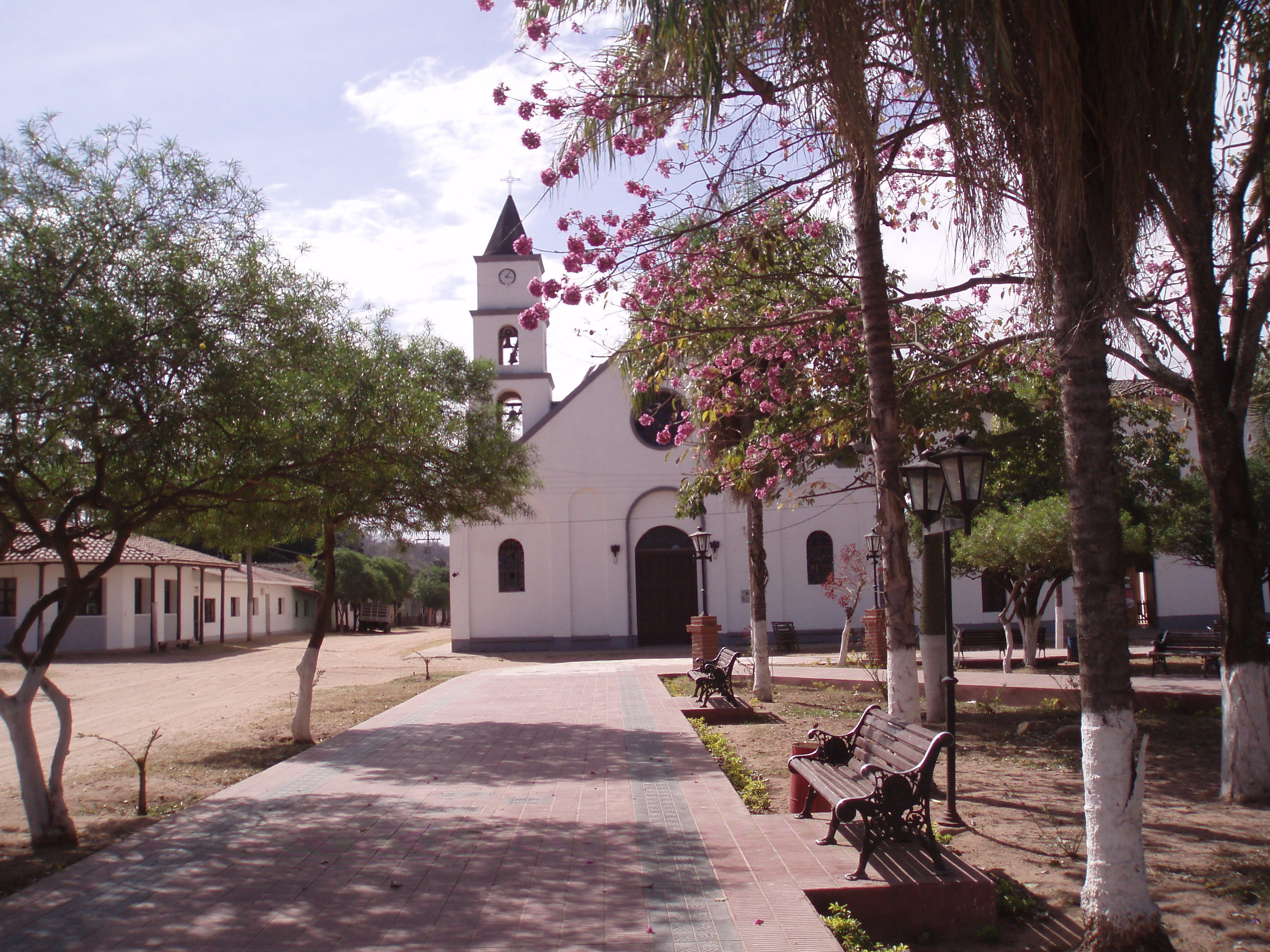

查拉瓜是玻利維亞的城鎮，由聖克魯斯省負責管轄，位於該國南部，距離首府聖克魯斯260公里，海拔高度800米，每年平均降雨量約900毫米，2010年人口3,326。
19°47′26″S 63°11′52″W / 19.79056°S 63.19778°W